# Tiwa (poble)
|  | Aquest article tracta sobre el poble nord-americà. Si cerqueu poble del nord-est de l'Índia a Assam, vegeu «lalung». |

Els tiwa, també coneguts com a tihua i tigua, són una nació ameríndia del grup kiowa-tano que pertany al grup cultural dels pueblo. Van emigrar des de Nou Mèxic a Paso del Norte durant la revolta pueblo de 1680. Encara que l'àrea del conflicte va ser reconquerida, els tiwa romanen fins avui a la zona de El Paso, Texas. Sent descendents dels poble, és possible que estiguin relacionats amb els Anasazi. Els tiwa parlen el tiwa (encara que alguns tenen preferència pel castellà o anglès) i es divideixen en el grup tiwa septentrional, del que formaven part el Pueblo de Taos i Picuris i el grup tiwa meridional als pueblos d'Isleta i Sandia, prop de l'actual Albuquerque, i a la rodalia d'El Paso.

## Nom
Tiwa és el nom utilitzat pels anglesos per a aquest poble, mentre que tigua és el nom en castellà per a aquesta ètnia. El mot tiwa prové de tigua i posat en ús per Frederick Webb Hodge. El terme espanyol també s'ha utilitzat en els escrits en anglès, encara que el terme tiwa ara és dominant.
En espanyol tigua només es va aplicar als grups tiwa meridional (en territori Tiguex). Les variants espanyoles de tigua són cheguas, chiguas, téoas, tiguas, tigües, tiguesh, tigüex, tiguex, tigüez, tihuex, tioas, tziquis. Els noms atzigues, atziqui, tihues i tziquis van ser aplicats originalment al pueblo Piro, però els escriptors posteriors confonen aquests termes per al Piro amb la termes per al tiwa meridional. Una confusió addicional és amb alguns dels termes tewes (tegua, tehuas, teoas) que s'aplica indiscriminadament tant als tewes com als tiwes meridionals. Les formes tiguesh, tigüex i tiguex se suposa que representen una pronunciació de tiweʃ terme que se suposa que procedeix de la varietat Isleta per a "Isleta" segons Adolph Francis Alphonse Bandelier. El terme tiguan es dona generalment en lloc de la proposta de Bandelier tigüex — aquesta és una representació del terme isleta per "tiwes meridionals" i gravat en els temps moderns com a tíwan amb el terme tiwáde per al singular "(a) tiwa meridional" (J. P. Harrington recollí el singular com a Tiwa i va dir que tiwa/tiwan podia haver estat usat per a referir.se als tiwes septentrionals).

## Història
Els tiwa s'esmenten per primera vegada pels escrits de Coronado l'any 1541 en referir-se a un poble dels pueblo com tigua i tiguex, encara que probablement es tractés de kuaua o puaray. Coronado va lluitar contra dotze dels pobles Tiguex del Sud prop d'Albuquerque, la qual cosa juntament amb les malalties que van portar els espanyols, van provocar l'abandó d'algunes de les viles.
Al febrer de 1583, el mercader Antonio de Espejo va arribar al Riu Grande fins a Tiguex (Kuaua) i Puaray (segons detalla el mateix Espejo). La vida quotidiana dels tiwa d'Isleta de finals del segle xix fou descrita abundantment en el llibre "The Padre of Isleta".